# Siegfried Ruhl
Siegfried Ruhl (* 26. April 1870 in Neustadt (Hessen); † 10. Februar 1962) war ein hessischer Politiker (Zentrum, CDU) und Abgeordneter des Hessischen Landtags.

## Leben
Siegfried Ruhl legte 1891 das Abitur ab und studierte Rechtswissenschaften in Marburg. 1894 arbeitete er als Referendar. 1894 bis 1895 diente er als Einjährig-Freiwilliger beim Jägerbataillon Marburg. 1900 legte er das Assessorexamen ab und wurde 1904 Amtsrichter sowie 1913 Amtsgerichtsrat. 1914 bis 1918 leistete er Heeresdienst im Ersten Weltkrieg als Bataillonsführer. Nach dem Krieg war er in der Arbeitsgerichtsbarkeit in Marburg tätig. Von 1923 bis 1927 war er nebenamtlicher Vorsitzender des arbeitsrechtlichen Schlichtungsausschusses Marburg und ab 1927 stellvertretender nebenamtlicher Vorsitzender des arbeitsrechtlichen Schlichtungsausschusses Kassel sowie seit 1927 referierendes richterliches Mitglied des Heeresversorgungsgerichts in Kassel. 1931 wurde er Landgerichtsrat.
1934 wurde Ruhl zum Erbgesundheitsrichter in Marburg ernannt. Dagegen protestierte der Gau-Inspektor der NSDAP-Gauleitung Kurhessen in einem Schreiben an den Staatssekretär im Reichsjustizministerium Roland Freisler vom 5. April 1934, da Ruhl bekannter Zentrumsmann sei und „sich in Prozessen gegen Nationalsozialisten nie von einer guten Seite gezeigt hat“.
1935 wurde Ruhl in den Ruhestand versetzt wurde. 1939 bis 1943 erfuhr er Wiederverwendung als Beamter in Laufen (Oberbayern). Seit Januar 1946 war er Richter und mit der Verwaltung des Amtsgerichts Kirchhain (Bezirk Kassel) beauftragt.

## Politik
In der Weimarer Republik war Siegfried Ruhl im Zentrum aktiv und für seine Partei von 1923 bis 1933 Stadtverordneter in Marburg. Nach dem Krieg gehörte er zu den Gründern der CDU in Hessen. Er war vom 15. Juli 1946 bis zum 30. November 1946 Mitglied der Verfassungberatenden Landesversammlung Groß-Hessen und dort Alterspräsident. Anschließend war er in der ersten Wahlperiode vom 7. November 1947 (als Nachrücker für Karl Reitz) bis zum 30. April 1949 Mitglied des Hessischen Landtags, wo er ebenfalls Alterspräsident war.

## Ehrungen
- 1952: Verdienstkreuz am Bande der Bundesrepublik Deutschland